# Tymoteusz Onyszkiewicz
Tymoteusz Onyszkiewicz (ur. 20 czerwca 1973) – polski poeta, prozaik, filozof oraz aktywista anarchistyczny w latach 1989-2005. Jest autorem kilkunastu wydawnictw zwartych, wśród których znajdują się tomiki wierszy, powieści, nowele, a także publikacje popularnonaukowe oraz naukowe. W swojej twórczości koncentruje się na kwestiach społecznych, myśli Wschodu, filozofii starożytnej, teologii i gnostycyzmie. Jest również teoretykiem i nauczycielem jogi, a także prowadzi zajęcia Ju-Jitsu (sensei 1 dan), samoobrony oraz Karate Shōtōkan (sensei 1 dan).
W młodości związany był z warszawską grupą anarchistyczną A-Cykliści.

## Twórczość

### Tomiki poezji
- Wiersze I (Warszawski Klub Młodej Sztuki, Warszawa, 1995)[8]
- Wiersze II (Warszawski Klub Młodej Sztuki, Warszawa, 1996)[8]
- Przyszłe słowa przewodnika nocy („Herbud”, Warszawa, 1999)[8]
- Dzieci zagubionej matki stworzenia („Nowy Świat”, Warszawa, 2002)[8]
- Dzieci zagubionej matki stworzenia („Nowy Świat”, Warszawa, 2002)[8]
- Stary dom za kościołem („Nowy Świat”, 2005)
- Odpoczynek Eonów (Wydawnictwo Nowy Świat, 2012)
- Mechanizm (Wydawnictwo Nowy Świat, 2016)[9]
- Eos (WBX, 2023)

### Powieści
- Czas: Anarchia, Tryb: Rewolucja. Wspomnienia warszawskiego anarchisty 1989 – 1991 (Wydawnictwo Nowy Świat, 2014)[10]
- Opary anarchii, Łzy rewolucji. Warszawski anarchista krąży wokół Antyszczytu 2004 (Wydawnictwo Nowy Świat, 2015)[11]
- Atak na podwórko po drugiej stronie ulicy (Warszawska Grupa Wydawnicza, 2017)[12]
- Robak (Dlaczemu, 2020)[13]
- Raban. Wspomnienia warszawskiego anarchisty (papierwdole-Katalog Press, 2021)[14]

### Nowele
- Łodygi lotosów (Wydawnictwo Nowy Świat, Warszawa 2012)[15]

### Inne publikacje (wybrane)

#### Proza
- Mój anarchizm (Wydawnictwo GRAFFITI BC, 2017)[16]
- Anarchizm transcendentalny a gnoza (Wydawnictwo GRAFFITI BC, 2018)[17]
- Joga. Odnaleziony sens (Wydawnictwo GRAFFITI BC, 2019)[18]
- Cienie na wietrze (Dlaczemu, 2021)[19]
- Odchodząc od złudzenia (Okultura, 2024)

#### Publikacje wierszy
- „Magazyn Literacki” 1997, Nr 2 s. 60-62[8]
- „Magazyn Literacki” 1999, Nr 5 s. 72-73[8]

#### Publikacje naukowe
- Umiłowanie mądrości, jako praktyka istnienia[20]
- Pesymistyczna wizja immanencji i prawda prowadząca do wolności - duch gnostycki w filozofii Schopenhauera i Bierdiajewa[21]

## Współpraca
- Internetowe pismo Res Publica Nova, publica.pl (2011)
- Miesięcznik literacki „Lampa” (2008 – 2011)
- Miesięcznik „Czwarty Wymiar” (2006 – 2019)[22][23]